# 作壆坑

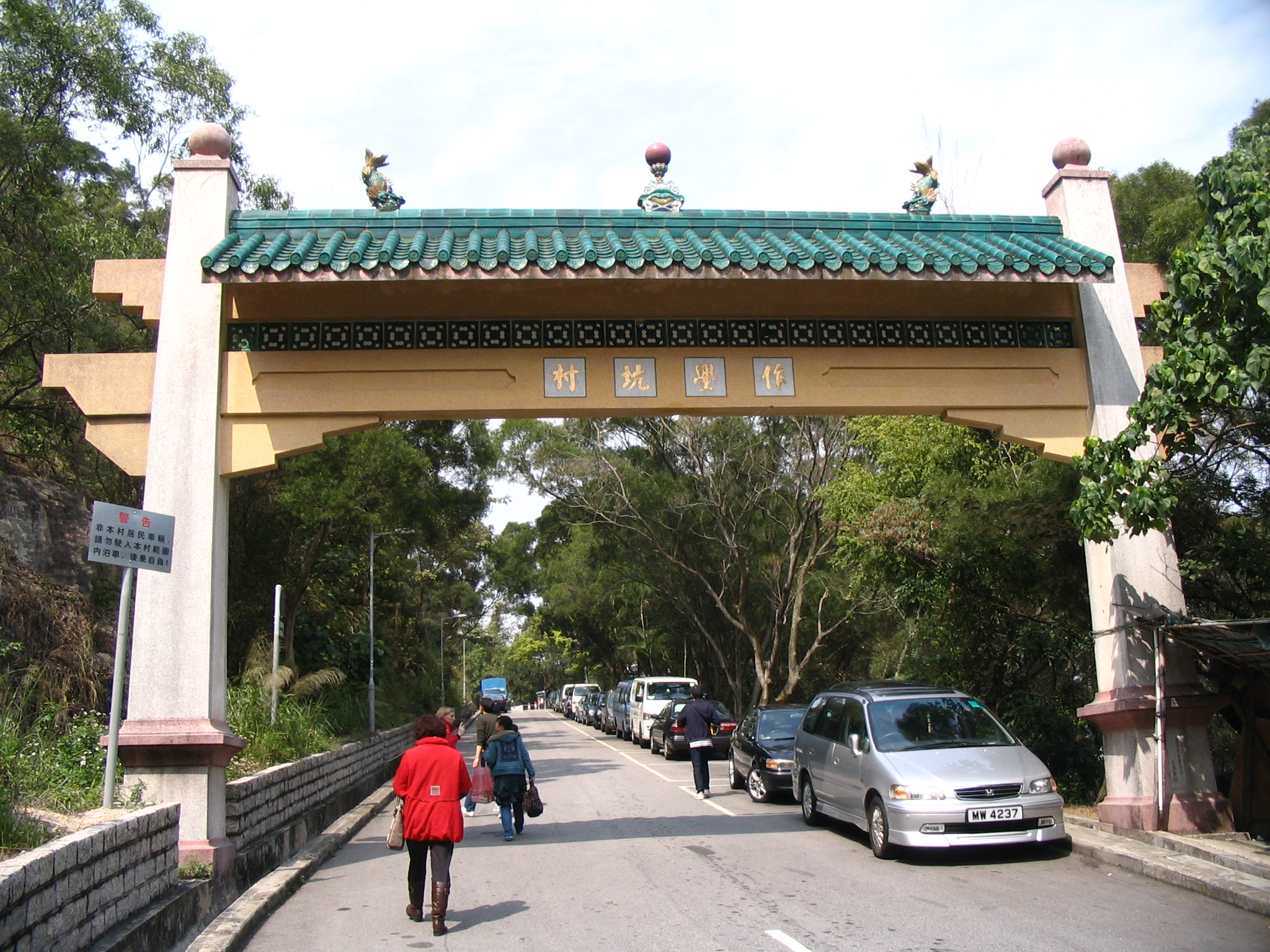
作壆坑村牌坊

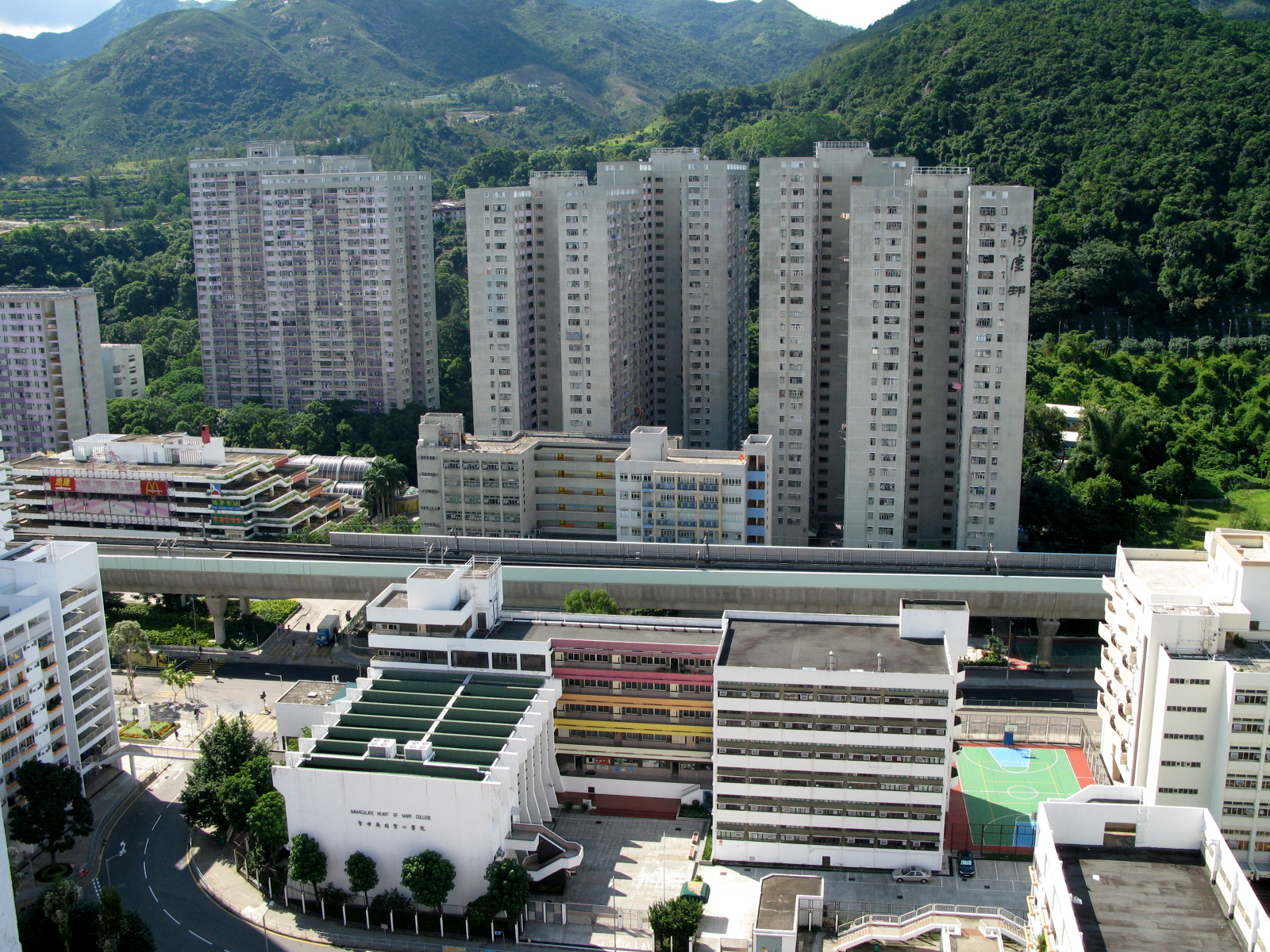
作壆坑北部的博康邨

作壆坑是香港新界沙田區一個地方，位於沙田圍西南的山坡地帶，以及其西北面的填海地。

## 歷史
作壆坑原稱竹壆坑，因使用竹建造小壩（粵語稱為「壆」）堵塞坑水而得名。該處的作壆坑村由李氏所建，祖籍為廣東省五華縣。他們原居於烏蛟騰，清朝乾隆年間部份族人搬來作壆坑定居。當時村落的位置在較北面的位置，處於沙田海的淺灘旁邊。1970年代香港政府發展沙田新市鎮，該村才被搬往南面的山坡，而原址則被填海，興建多個公共屋邨，包括博康邨、乙明邨及沙角邨。其中的博康邨原本計劃以地名命名為「作壆坑邨」，惟因「壆」字生僻，最終改以諧音「博康」命名。

## 相關事件
- 1989年空姐溶屍案